# Magiker
Magiker en en bred betegnelse for en person, som siges at udøve magi på baggrund af overnaturlige, okkulte, eller esoteriske kræfter.
Magikere kendes fra fiktionen, herunder legender, mytologi, sagn, eventyr, romaner, skuespil, film og spil. Flere historiske og levende personer betegnes dog også som magikere, og magikere har spillet, og spiller stadig, vigtige roller i de fleste kulturer verden over. Her kendes magikerne som regel som shamaner, åndemaner, heksedoktor, orakler, healere eller okkultister. En del kabbalister og alkymister falder også under betegnelsen magiker.
Der findes mange forskellige typer af magikere. Nogle magikere gør sig eksempelvis inden for illusioner, clairvoyance, eller healing, mens andre kan kontrollere elementerne, kaste forbandelser, eller udføre nekromantik.

## Magikere i verdenskulturerne
Magikere kendes fra næsten alle verdenskulturer og i flere tilfælde spiller de stadig afgørende roller i samfundet.
I de kulturer, som praktiserer naturreligion, kendes magikerne ofte som shamaner. De praktiserer magisk healing, clairvoyance, spådomme, nekromantik (åndemaneri) og magiske forbandelser. Magien udføres ofte via større ceremonier eller mindre ritualer.
Magikere forbindes også med visse religioner eller religiøst inspirerede praksisser, herunder Wicca, Asetro, Teurgi, Okkultisme, Kabbalisme, Alkymi, Tantra og Satanisme. I den sammenhæng kendes magikerne også som præster, præstinder, lærde, druider og alkymister.
- Zulu shaman i Swaziland.
- Angakok fra Grønland
- Shaman fra Oroqen folket, Manchuriet i det nordlige Kina.
- Shaman fra Java, Indonesien.
- Moderne Aztekisk shaman, Mexico.
- Indiansk shaman, Brasilien.
- Shaman i trance, Kwakwaka'wakw stammen, Canada.
- Shaman fra Sibirien, (Buryatia, Rusland)
- Moderne Druide fra Tyskland

### Den europæiske kulturkreds
I gamle dage blev man hængt, brændt eller på anden måde dræbt, hvis kirken eller andre institutioner havde mistanke om at man udøvede magi. Derfor var der mange, der skjulte det af frygt for at miste livet. Mange mennesker troede på og var bange for magi, og gjorde derfor alt for at komme væk fra den, og også afskaffe den, fordi man mente at magi kun blev brugt til onde ting. Men der var også dem, der brugte magi på noget godt, f.eks den legendariske troldmand Merlin som var Kong Arthurs tjener og ven, og som senere hjalp ham med mange forskellige ting.
I Danmark blev heksene hovedsageligt brændt på bålet. Man blev ofte betegnet som en heks, hvis man kunne kurere sygdomme med urter eller andre overnaturlige ting.
Mange mennesker søgte hjælp ved de kvinder, men hvis de ikke kunne hjælpe, anmeldte man dem til kirken som så tog sig af dem, og sørgede for at de senere blev brændt på bålet, hvor folk kom og kiggede. Man kunne også blive dømt som heks eller magiker, hvis man havde været i skænderi med en person, og personen så derefter havde oplevet mystiske ting, som f.eks at personens køer svævede eller andet ubehageligt.
Berømte og indflydelsesrige magikere fra moderne tid i den europæiske kulturkreds, inkluderer blandt andet Aleister Crowley (1875-1947), Gerald Gardner (1875-1947), Austin Osman Spare (1886-1956), Anton Szandor LaVey (1930-1997), Raymond Buckland (1934-2017) og de nulevende Michael Paul Bertiaux (f.1935), Silver RavenWolf (f.1956).

## Magikere i fiktionen
Magikere optræder i flere legender, sagn, eventyr og mytologier. Her har de meget varierende roller og nogle magikere optræder også som lægmænd, rådgivere eller krigere. Troldmand, heks, orakel, spåkone, healer er velkendte betegnelser for magikere indenfor disse genrer.
- Kirke. Troldkvinde fra den græske mytologi.
- Merlin. En legendarisk troldmand fra Kong Arthur sagnkredsen og Wallisisk middelalder poesi.
- Morgan le Fay. Troldkvinde fra den engelske middelalderpoesi.
- Nornerne. Kvindelige væsener fra den nordiske mytologi.
- Odin. Gud fra den nordiske mytologi med magiske evner og stort kendskab til sejd og runemagi.
- Pythia. Overpræstinde fra Oraklet i Delfi
- Vølven. Jættekvinde fra den nordiske mytologi.

Magikere er også velkendte fra romaner, skuespil, tegneserier, film og spil, især indenfor fantasy-genren.
- Elminster. Vigtig troldmand og lærd (wizard og sage) fra rollespillet Dungeons & Dragons.
- Gæt. Troldmand (ærkekogler) og hovedperson i Ursula K. Le Guin berømte bogserie om Jordhavet (Earthsea).
- Jadis (Den Hvide Heks, Isdronningen). En ond heks fra Narnia-bøgerne.
- Jafar. Ond troldmand (sorcerer) fra Disney-tegnefilmen Aladdin.
- Raistlin Majere. Troldmand (wizard) fra Dragonlance-bøgerne.
- Mozenrath. Ond troldmand (sorcerer) fra Disney-tegnefilmserien Aladdin.
- Bedste Vejrlig (Granny Weatherwax). Heks fra Terry Pratchetts romanserie om Diskverdenen.

Middle-Earth
I J.R.R. Tolkiens univers og bøger optræder flere forskellige slags magikere.
- Galadriel. En elverdronning.
- Heksekongen af Angmar (Witch-king of Angmar, Lord of the Nazgûl, The Black Captain). Et ondt åndevæsen som tjener Sauron.
- Istari (The Wizards). En gruppe af troldmænd, herunder de velkendte Gandalf og Saruman.
- Tom Bombadil. En aparte personage som hjælper heltene med sin tryllesang.
- Sauron eller Møkets Fyrste. Et ondt åndevæsen med nekromantiske egenskaber (Necromancy).